# Akiko Shikata
Akiko Shikata (志方あきこ?, Shikata Akiko; Tokyo, 7 gennaio 1971) è una compositrice e cantante giapponese, che è conosciuta per aver scritto musiche per giochi ed anime.
È famosa per i suoi contributi ai videogiochi Ar tonelico, Shadow Hearts ed Umineko no naku koro ni, e agli adattamenti anime di Umineko no naku koro ni e di Tales of Symphonia.
La musica di Shikata è nota per la sua atmosfera etnica e per il complesso lavoro di coro vocale. In una sola canzone di Shikata, ci possono essere fino a duecento diverse tracce vocali registrate per essa. Shikata è anche conosciuta per l'utilizzo di svariate lingue nelle sue canzoni; seppur il giapponese e l'italiano siano i più frequenti (avendo scritto e cantato in italiano sin dal proprio debutto), ha realizzato anche un gran numero di canzoni in lingue inusuali come uiguro, turco, greco, ainu o tibetano, ma anche francese, inglese o tedesco, come anche hymmnos, la lingua inventata per la serie di videogiochi Ar Tonelico.
Il suo stile musicale si potrebbe definire neoclassico, con una forte tendenza alla sperimentazione. Shikata infatti non segue un genere in particolare, in quanto le sue canzoni possono variare tra neofolk, avant-garde, world fusion, symphonic metal, folktronica, new age e dark ambient. Shikata tende a usare la sua voce come uno strumento, utilizzando molteplici tracce ed effetti come cori disassociati e voci diverse nella stessa canzone. Infatti è conosciuta per la sua capacità di cantare in più stili: una voce profonda e cupa, una dolce e quasi infantile, e la sua regolare voce da soprano.

## Biografia
Akiko Shikata è nata a Tokyo. Ha sviluppato un interesse per la musica già quando era molto piccola, dopo aver cantato costantemente con la madre. Si è interessata prima alle canzoni trasmesse da Minna no Uta, e poi, quando ha imparato a suonare il pianoforte, alla musica classica. Nel 2001 fondò l'etichetta indipendente Vagrancy.

## Discografia

### Album studio
- 2001: Midori no Mori de Nemuru Tori (緑の森で眠ル鳥) (Vagrancy) - (EP)
- 2003: Haikyo to Rakuen (廃墟と楽園) (Vagrancy)
- 2005: Navigatoria (Hats Unlimited)
- 2006: Raka (Hats Unlimited)
- 2009: Harmonia (Avex Trax)
- 2013: Turaida (Frontier Works Inc.)

### Album di colonne sonore
- 2003: Hanakisou Soundtracks (花帰葬 SOUNDTRACKS)
- 2008: Umineko no naku koro ni (うみねこのなく頃に) (EP)

### Compilation Album
- 2007: Istoria ~Musa~
- 2008: Kara*Cola ~Hymmnos Orgel Collection~
- 2010: Utau Oka ~Ar=Ciel Ar=Dor~ (謳う丘 ～Ar=Ciel Ar=Dor～) (Frontier Works)
- 2011: Byakumu no Mayu ~Ricordando il passato~ (白夢の繭～Ricordando il passato～) (Frontier Works)
- 2011: Istoria ~Kalliope~
- 2012: LAYLANIA

### Album strumentali
- 2002: Petit Fours (Vagrancy)
- 2003: Horizon blue (Vagrancy)
- 2003: Kurenawi (くれなゐ) (Vagrancy)
- 2004: VIRIDIAN (Vagrancy)
- 2005: Wisteria (Vagrancy)
- 2007: Kalliope ~Piano Concert~ (Vagrancy)
- 2007: Hanakisou Symphony (花帰葬交響)
- 2009: Fluff ~Orgel Arrange Mini Album~ (Vagrancy)
- 2010: Nijiiro Crayon (虹色クレヨン) ~Orgel Arrange Mini Album~ (Vagrancy) - (EP)
- 2011: lirica ~Orgel Arrange Mini Album~ (Vagrancy) - (EP)

### Singoli
- 2009: Katayoku no Tori (片翼の鳥) (Frontier Works)
- 2010: Inori no Kanata (祈りの彼方) (Frontier Works)
- 2011: Utsusemi (空蝉) (Frontier Works)